# エロー川
エロー川 （エローがわ、Hérault、オック語:Erau）は、フランスの川。エロー県、ガール県を流れ、地中海へ注ぐ。
セヴェンヌ山脈のモン・エグアルに源を発し、ガール県を横切り、エロー県を北から南に縦断する。セランヌ山地を通過するところでエロー渓谷を形成する。

## 流域の主なコミューン
- アグド
- ベッサン
- ガンジュ
- サン＝ギリェム＝ル＝デゼール

## 水理学
いくつかの誤解に反して、エロー川の水量は豊富である。毎年1.3億トン以上の量が流れ、わずか2550平方kmの流域面積で43,7 m3/sの流量がある。雨が多いと評判のオワーズ川流域が年1平方mあたり240リットルの流量であるのに対して、エロー川は年1平方mあたり543リットルの流量がある。問題は、川の流れが不規則であることである。しばしばエグアル山地の秋に起きる鉄砲水（1秒あたり1500立方m）と関連する。急な流れを規制するため、クレルモン＝レローにある支流サラグー川の治水を行うサラグー・ダム、ヴァイランにある支流ペーヌ川の治水を行うオリヴェット・ダムが建設されている。
エローの流れは、地中海に注ぐ河口地点のアグドで観察されている。
エロー川の比較的大きな流量は季節によって大きく変動し、冬と春（10月から3月を含む）の洪水では58,5m3/sから67,4 m3/sの間となる。6月から9月までの夏季は比較的流量が少なく、8月には7,5 m3のレベルまで月平均流量が減少する。